# آردیشایگ
آردیشایگ (به انگلیسی: Ardrishaig) یک روستا در بریتانیا است که در آرگایل و بوت واقع شده‌است.